# Neutrino Ettore Majorana Observatory
Pour les articles homonymes, voir Nemo.
Ne pas confondre avec Neutrino Mediterranean Observatory (NEMO)
L'expérience NEMO (Neutrino Ettore Majorana Observatory) résulte d'une collaboration internationale scientifique, on peut citer en France: le CENBG (Centre d'Études Nucléaires de Bordeaux-Gradignan), l'IN2P3 du CNRS ou encore le LAL (Laboratoire de l'Accélérateur Linéaire), au Royaume-Uni l'université de Manchester.
La collaboration recherche les désintégrations double bêta sans émission de neutrinos. L'observation de telles désintégrations indiquerait que le neutrino est une particule de Majorana, et pourrait être utilisée pour mesurer la masse des neutrinos. En réalité, on ne peut remonter qu'à la masse effective du neutrino, ce qui donne déjà une bonne idée de sa masse intrinsèque. L'expérience NEMO3 s'est déroulée dans le Laboratoire souterrain de Modane (LSM) dans le tunnel routier du Fréjus sur 7 ans, la prise de données commençant en janvier 2003 pour s'arrêter le 18 janvier 2011, après avoir permis de déterminer une masse maximale du neutrino inférieure à 1 eV. Le détecteur ne permettant pas de descendre plus bas, son démontage doit être suivi du projet Super-Nemo, toujours en cours de mise en œuvre mi-2016.

## Description
Le détecteur est un cylindre à 20 secteurs qui contiennent différents isotopes sous forme de feuilles minces avec une surface totale d'environ 20 m2. Les principaux isotopes utilisés pour la recherche de désintégrations double bêta sont le molybdène-100 (environ 7 kg) et le sélénium-82 (1 kg). L'expérience comporte également de petites quantités de cadmium-116, néodyme-150, zirconium-96 et calcium-48. Des feuilles de tellure et le cuivre sont utilisées pour des mesures de bruit de fond.

## Principe
Un détecteur de traces sur chaque face des feuilles détecte les électrons et positrons de la désintégration double bêta, à partir du rayonnement spatial; il n'y a donc pas d'émetteur sur cette expérience. Électrons et positrons sont identifiés par la courbure de leur trajectoire dans un champ magnétique. L'énergie des électrons est ensuite mesurée dans un calorimètre. Les autres expériences de ce domaine (EXO, CUORE, GERDA, etc.) sont purement calorimétriques, NEMO est la seule à identifier les particules, ce qui lui permet de réduire drastiquement son bruit de fond, mais limite la masse d'isotope par volume de détecteur.
Pour le processus de désintégration double bêta standard, deux neutrinos, qui ne peuvent être observés directement, prennent une partie de l'énergie réduisant ainsi la somme de l'énergie des particules émises électrons. Les neutrinos emportent une part d'énergie variable, ce qui aboutit à un spectre mesurable continu.
Dans le cas d'une désintégration sans neutrino, les particules conserveraient toute l'énergie de la désintégration. Aussi, la mesure du spectre d'énergie d'une telle réaction aboutirait à un pic à cette énergie. Cela prouverait que le neutrino est de Majorana, c'est-à-dire que neutrino et anti-neutrino sont identiques. Cela n'a jusqu'à présent jamais été observé.

## Résultats obtenus
Concernant NEMO3, après 7 ans de prises de données, la limite inférieure observée de la demi-vie du processus double bêta sans neutrino du molybdène-100 est de 1024 années. Selon les modèles nucléaires, cela correspond à une masse effective du neutrino inférieure à 0,5 - 1,0 eV.

## SuperNEMO
La collaboration travaille toujours activement à la prochaine étape en 2026, sur SuperNEMO, expérience modulaire basée sur le même principe que NEMO-3 mais beaucoup plus massive. Plusieurs points demandent une R&D agressive, notamment l'enrichissement des feuilles sources, leur purification et le contrôle même de cette purification. D'autre part, il est important d'améliorer la résolution en énergie du calorimètre, afin de gagner en précision. La réduction du bruit de fond fait également l'objet de recherches. En effet, le radon (radioactivité naturelle) est une source importante de bruit de fond, car il est lui aussi source de décroissance double bêta sans émission de neutrinos.
SuperNEMO devrait fixer une limite inférieure de la demi-vie à 1026 ans et une limite supérieure de la masse effective du neutrino à 50 meV.
Le premier tracker SuperNEMO a été mis en place avec ses photomultiplicateurs fin 2015.